# Amphineura
Gli Anfineuri (Amphineura) sono un subphylum dei molluschi che riunisce in sé elementi appartenenti ai monoplacofori, placofori e solenogastri.
Dalle caratteristiche primitive (simmetria bilaterale, assenza di un capo differenziato, sistema nervoso più semplice di quello caratteristico dei molluschi), sono creature esclusivamente marine, provviste di un apparato masticatore e da un piede per muoversi sul fondale. Sono coperti da piastre calcaree. Sono i molluschi più primitivi.
Il corpo è ricoperto da 8 placche o piastre dorsali di natura calcarea (simile ad una conchiglia), ricoperte di setole e spine; il mollusco ha la possibilità di arrotolarsi. Si distinguono una placca anteriore detta cefalica e una posteriore detta anale. Il capo è poco definito e privo di occhi e tentacoli.
Questi animali strisciano lentamente sul fondo marino e vivono sotto le rocce tra le alghe, al riparo nelle fessure e cavità delle scogliere anche coralline. Il loro ambiente è quello tidale, ma si trovano fino a 4000 metri di profondità. Si nutrono di alghe, oppure di briozoi e idroidi, in alcuni casi invece sono onnivori.
I primi Poliplacofori rinvenuti sono del Cambriano superiore e hanno diffusione mondiale. Nel Terziario si registra uno sviluppo esplosivo della classe Amphineura, e le piastre appaiono più robuste e meno articolate. Solo i Poliplacofori si sono potuti conservare in fossili in virtù della copertura di piastre, gli Aplacofori essendone privi non sono stati rinvenuti come fossili.
Secondo alcuni scienziati molto comuni nel territorio di Rodi Garganico (FG) dove, attraverso immersioni subacquee in mare aperto dovrebbe essere possibile trovarne un buon numero di esemplari.